# Els set magnífics (pel·lícula de 1960)
Els set magnífics (títol original en anglès: The Magnificent Seven) és una pel·lícula estatunidenca de 1960, dirigida per John Sturges, amb Yul Brynner, Steve McQueen, Charles Bronson, James Coburn, Horst Buchholz, Robert Vaughn, Eli Wallach i Brad Dexter en els papers principals.
Està basada en la pel·lícula Shichinin no Samurai d'Akira Kurosawa. La melodia principal de la banda sonora, composta per Elmer Bernstein, ha estat un dels distintius de la pel·lícula, i va ser imitada en un gran nombre de westerns posteriors, i és considerada un clàssic del gènere. Va ser nominada a l'Oscar a la millor banda sonora.

## Argument[2]
Un petit poble mexicà prop de la frontera amb els Estats Units és assetjat per una banda de malfactors, dirigits pel sanguinari Calvera (Eli Wallach), que roben als pagesos el fruit de les seves collites. Els habitants del poble decideixen demanar ajuda a uns pistolers professionals nord-americans, ja que els resulta més barat que comprar armes. A la vista de la paga reduïda, finalment només hi van set homes, decidits a alliberar el poble d'aquesta plaga: Chris Adams (Yul Brynner), el cap dels set, sempre decidit a tot; el seu amic i ajudant Vin (Steve McQueen); Bernardo O'Reilly (Charles Bronson), un home fort i sentimental estimat pels nens; Britt (James Coburn), àlies "Largo", hàbil tant amb el ganivet com amb la pistola; Lee (Robert Vaughn), un home sensible igual que estrany, a qui poques vegades se li veu utilitzar cap arma, segons ell, no deu res a ningú... excepte a si mateix; Harry Luck (Brad Dexter), un home no molt hàbil amb el revòlver, que acaba demostrant que té un cor valerós quan es tracta d'ajudar a un amic; i, finalment, un jove que no accepta un no per resposta, al qual anomenen Chico (Horst Buchholz).
Calvera i els seus homes no triguen a aparèixer pel poble, però tant els set mercenaris com els pagesos els sorprenen i acaben amb la majoria d'ells, excepte Calvera i només vint dels quaranta que eren. Chico es fa amb un barret mexicà i aconsegueix infiltrar-se en el campament, aconseguint una informació valuosa: tornaran a atacar. Però Calvera, que el reconeix, havia anat amb els seus homes al poble mentre els set estaven camí cap al campament. En arribar allà, Calvera revela que el soper del poble és un traïdor, però que en realitat ha estat enganyat. Calvera obliga els set a partir de la frontera amb deu dels seus homes com escorta. Però Chris, Vin i els altres no dubten a tornar al poble, exceptuant en Harry, que se'n va a la seva llar. En arribar allà, sorprenen Calvera i els seus homes, però mentre ells són sis, els malfactors són vint o més. Els pobladors els ajuden, però Calvera acorrala Chris. Just a temps, torna Harry Luck, que lliura la seva vida per salvar la de Chris. Lee treu de la presó els presoners mexicans, però un tret mal dirigit li arriba, i cau mort. Bernardo, que fa guàrdia a la teulada, també rep diversos trets, però com és molt fort, segueix lluitant, fins que una altra bala li arriba al cor. Els nens contemplen tristament com el seu ídol mor al camp de batalla, i li prometen que en la seva tomba mai faltaran flors fresques. Mentre el cap plora la mort d'en Harry, Calvera el sorprèn, però Chris no dubta a acabar amb el bandit mexicà. Britt ronda per la tanca, i acaba amb la majoria dels homes de Calvera, però en passar pel pal revela que té sang al pit, i clava la navalla al pal com a símbol de derrota. Chris descobreix el cadàver de Britt i la navalla a la tanca. La batalla acaba i els altres magnífics tornen a casa, però Chico torna al poble després que Chris reveli a Vin que procedeix d'un d'aquests pobles, i que està enamorat d'una noia del poblat. Chris i Vin tornen com a iguals, com a amics que tornen d'una aventura i parteixen cap a una altra.

## Repartiment
- Chris Adams, interpretat per Yul Brynner
- Vin, interpretat per Steve McQueen
- Bernardo O'Reilly, per Charles Bronson
- Lee, interpretat per Robert Vaughn
- Harry Luck, interpretat per Brad Dexter
- Britt, interpretat per James Coburn
- Chico, interpretat per Horst Buchholz

## Seqüeles
L'èxit de la pel·lícula va fer que es realitzaran tres seqüeles més i una sèrie de televisió:
- El retorn dels set magnífics (Return of the Seven) (1966) va ser una producció del 1966 dirigida per Burt Kennedy, en què només repetia Yurl Bryner, que tornava a interpretar el personatge de Chris Adams. La pel·lícula començava amb l'assalt d'un poblat mexicà on viu Home, personatge que a la primera pel·lícula interpreta l'alemany Horst Bulchoz i en aquesta segona, l'actor espanyol Julián Mateos. L'argument es basa en el fet que la notícia del contratemps del seu antic company fa que Chris i Vin, els altres supervivents de la primera pel·lícula reuneixin un grup per anar a socórrer-lo. La pel·lícula es va rodar a Espanya i patia ja les influències del western europeu de la primera època. El personatge de Vin va ser interpretat per Robert Fuller i van intervenir, entre d'altres, Fernando Rey i Elisa Montés.

- Les pistoles dels Set Magnífics  (Guns of the Magnificent Seven) (1969), en una producció de 1969 dirigida per Paul Wendkos. En aquest cas no repeteix cap actor de les anteriors, tot i que torna a aparèixer el personatge de Chris, que aquesta vegada, és interpretat per George Kennedy. En aquesta ocasió el grup de set homes armats es reuneix després de ser contractat Chris per rescatar un líder de la Revolució Mexicana. Una vegada reunit el grup i amb la famosa música de l'Elmer Berstein, torna a repetir l'argument de les anteriors pel·lícules.

- El desafiament dels set magnífics (The Magnificent Seven Ride) (1972). Aquesta pel·lícula de 1972, queda enquadrada clarament dins del gènere del spaghetti western tant pel seu estil i la seva producció, com pel seu protagonista Lee Van Cleef, que és qui interpreta Chris Adams en aquesta ocasió. En l'argument, Chris ara s'ha convertit en xèrif i es veu obligat a reclutar sis homes més per formar un grup de set, per poder lluitar contra malfactors mexicans.

En la sèrie Els set magnífics (The Magnificent Seven) 1998-2000, els set magnífics són reunits pel jutge Oren Travis, interpretat per Robert Vaughn, actor de la pel·lícula original. Els set magnífics estan liderats una vegada més per Chris i Vin, com en les dues primeres pel·lícules, si bé li han canviat el cognom a Chris, que ara respon al nom de Chris Larabee. A través de 23 episodis d'una hora els magnífics van desfent greuges i perseguint els malvats. Els protagonistes d'aquesta sèrie eren:
- Michael Biehn era Chris Larabee
- Eric Close era Vin Tunner
- Andrew Kavovit era John Done
- Dale Midkiff era Buck Wilmington
- Anthony Starke era Ezra Standish
- Rick Worthy era Nathan Jackson
- Ron Perlman era Josiah Sanchez

## Premis i nominacions
- El 1961 la pel·lícula va estar nominada a l'Oscar a la millor banda sonora, per Elmer Bernstein